# 節談説教
節談説教（ふしだんせっきょう）とは、日本の仏教布教手段を指す「説教」のうち、浄土真宗に固有の言葉である。また、一般には仏教全体の「節付説教」を表す言葉としても用いられる。仏教に馴染みのない聴衆に伝わりやすくするために、話す文句（説教）に抑揚（フシ）が付き（多くは七五調である）、人びとの情念に訴えかけるように工夫されたものである。現代の法話とは異なる。説経節のように歌って踊るパフォーマンスはなく、楽器なしの素語りである。賽銭を投げ銭方式でもらうため、実力差も出やすい。その芸能性により、浪曲、講談、落語などそれぞれの話芸の母体となった。これを行う説教師は、昭和期においてなお、寺をめぐり旅をしながら浄土真宗の教えを説いて回った。

## 概要

### 起源
ことばに抑揚をつけて行う説教は6世紀の仏教伝来以来古くから行われていたとされ、特に平安時代末期から鎌倉時代にかけてあらわれた安居院流（あぐいりゅう）と寛元年間（1243年-1247年）に園城寺の定円がおこしたといわれる三井寺流が節付説教（唱導）の二大流派として成立した。
安居院流唱導は、天台宗の僧であった澄憲とその子の聖覚により、その基礎が成立し、日本の語り文化に大きな影響をあたえた。鎌倉時代初期、聖覚は法然に帰依して、その高弟となった。また、同じ法然門下の親鸞が聖覚の著作『唯信鈔』を熟読するよう自らの弟子たちに求め、自身も註釈書（『唯信鈔文意』）を著すなど聖覚への尊敬の念が厚かったところから、安居院流唱導は浄土宗経由で浄土真宗に入り、重要な役割をになうようになった。浄土真宗においては、文字の読み書きのできない民衆こそ最大の救済対象であり、易行門として民衆への布教こそ宗門にとって要であると考えられたところから、布教手段として「唱導」（門徒の側からすれば「聞法」）が生命線のごとき枢要な位置を占めたのである。親鸞自身もその説教は、節付けしていたと考えられており、また、親鸞は民衆への布教の技術を聖覚から学んだともいわれている。中世において「節付説教」は、こんにちの楽譜ではあらわしきれない独特で小さな節まわしを用いた。説教の基本的なテキストには、本願寺3世の覚如が撰述した『本願寺聖人親鸞伝絵』（通称『御伝鈔』）がある。
「説経」が、伴奏楽器を鳴らし、あるいは踊りをともなったりして説経節や説経浄瑠璃などとして芸能化していくのに対し、「唱導」の方は必ずしもただちに芸能化せず、説教（法話）のかたちでのこったと考えられる。しかし、この説教と説経節・ちょんがれとが結びついて中世の「節付説教」、さらに近世の「節談説教」へと発展していったのである。
「一声二節三男」という言葉が伝承的に残る（浪曲は一声二節三タンカ）。

### 節談説教の流行
節談説教は、江戸時代において民衆の娯楽となったいっぽう、浪曲・講談・落語など近世成立の諸芸能の母体となったが、これももともと唱導が音韻抑揚の節をもっていたことに由来すると考えられる。近世に入ると、本願寺教団は東西に分立したが、いっぽうで節談説教は全国的な展開をみせるようになった。ともすれば、近世は「日本仏教が骨抜きにされた時代」と一面的に評されることが多いが、幕府の宗教政策にともなって、真宗では寺院が激増し各寺院での法要法座が活性化して、唱導説教の需要も一気に増加した。その結果、教義の正確性と統一性が必然となり、東西本願寺には江戸前期に学林が設立されることなり、経典や祖師の伝記研究、自宗派の仏教教団全体での位置づけ研究などが、盛んになり、それらを核としてより大衆を獲得する唱導説教が、芸能という形態では大きな展開を遂げた時期にもあたっていた。
井原西鶴の浮世草子『世間胸算用』に暦の関係で大晦日と節分が重なった仏教寺院の一日を描いた「平太郎殿」という一篇がある。前掲『御伝鈔』の一部を潤色した平太郎（親鸞の高弟二十四輩のうち第二番真仏）の物語は、節分当夜の真宗寺院（真宗高田派をのぞく）で必ずおこなわれた。『御伝鈔』と同材の物語は、人形浄瑠璃の演目となり、『親鸞記』などの題名でしばしば上演され、また、その正本さえ刊行されたが、その都度本願寺側からの働きかけで、町奉行から禁止の申し渡しがなされている。
江戸時代において、教義研究を説教に生かした有名な説教師に、享保年間（1716年-1735年）から宝暦年間（1751年-1763年）にかけて活躍した浄土真宗本願寺派の菅原智洞師、寛政年間（1789年-1801年）のころまで活躍した真宗大谷派の粟津義圭師がおり、後の説教内容や技術はこの両人の影響によるところが大きい。
節談説教の技術は、優れた師に随行して修行をするか、合宿修行するかなどして、口伝により継承・習得された。その節回しは地域性が濃厚で、各地方ごとに能登節、加賀節、越中節、越後節、安芸節、筑前節、尾張節などが形づくられた。また、合宿による主な流派としては播磨国東保の福専寺（兵庫県揖保郡太子町）の獲麟寮を拠点とする東保流（とうぼりゅう）がある。
説教は昭和中期までその役割を持続し、全国各地の説教所を巡業し、芸人をしのぐ人気の「説教師」もおり、現代の「おっかけ」に相当する熱心な信者もいたという。上述のように、その芸能性から浪曲・落語など話芸に属する諸芸能の母体となった。特に浪曲（浪花節）については、類似の発声法（白声＝胴声＝ちょんがれ声）を用いることから、節談説教からの強い影響がしばしば指摘される。
明治・大正期の大説教者に、本願寺派の大野義渓師、木村徹量師、大谷派の宮部円成師（1854年-1934年）、服部三智麿師（1870年-1944年）がいる。また昭和期の名人上手に範浄文雄師、亀田千巌師、祖父江省念師などがおり、音源も残されている（そのほとんどは小沢昭一による）。
省念師によれば、円成師・三智麿師はじめ、戦前の東海地方3県（愛知県・岐阜県・三重県）および滋賀県には名だたる説教者がひしめき、あたかも群雄割拠の状況を呈して、互いにしのぎをけずり、当時はどの寺も聴聞の群参であふれかえっていたという。

### 近年の動向
節談説教は、明治以降、急激な近代化において本山の学僧たちからは、批判対象となるが、一方それに心理的についていけない大衆の江戸的なもの日本的なものへの回帰として、いっそう人気を博した。しかし、敗戦による近代化への拍車がかかる中、学校教育の普及に伴って、教団では講演形式講義形式の布教への傾斜が強まっていく。伝説や物語を中心とした説教内容には確かに封建的な内容や差別的な視点が多かった。それらへの批判から、ついには高座の上から語るというスタイルそのものが民主的でないとの非難をもうけることとなり、昭和の中ごろには、千年近く続いた節付説教がついに内部より壊滅的な状態へと導かれることとなった。
しかし1970年（昭和45年）、関山和夫・小沢昭一・永六輔らにより、話芸としてみた時、その表現力と勝れた大衆性から節談説教再評価の動きがあり、以後、主として北陸地方や中部地方などに残存していた説教文化を取り上げたイベントなどが行われた。また、辛うじて行われていた地方寺院での説教法座を取材、音源化することで、高座での節付説教の実態が記録されることとなり、一定数の音源が残された。
その後、平成になって、浄土真宗の各宗派内から、関山和夫の研究に触発されて、この説教を学び実演したいと志向するものが、個々に音源の模倣や江戸から戦前の説教速記や刊本で学んだり、少数の説教師に学んでこの説教を始めた。また、本願寺派においては、文化文政年間に播州東保の福専寺、獲麟寮において育成された説教師を中心とする「東保流」説教が、継承されその一人の竹内文昭が、福専寺の要請を受けて、説教の指南を始めた（これは現在「洗聲会」となって、学びと説教会を実施している）。
2007年平成19年7月、東京・築地本願寺において、節談説教を伝承するもの、学んでいるものに、仏教伝道協会等の後援団体が参加して、「節談説教布教大会」が実施された。出講者は、説教名人とされた範浄文雄に随行修行をした、大谷派の説教師、広陵兼純、をはじめとする真宗各派から8名。この大会を機に結成された「節談説教研究会」の名誉会長として、前述の関山和夫博士の講演、浅井成海会長が挨拶を行った。結果2000人を超える聴聞客が集まった。
さらに、2011年平成23年8月、大阪・北御堂においても1000人規模の大会が実施され、伝承者の師匠が4名と「節談説教研究会」から8名が出講した。以後、今でも一定の批判はあるものの、浄土真宗内では宗派を超えて、「節談説教研究会」や「洗聲会」を中心に、節談説教への取り組みをすすめている。

## 主な演目（因縁話）
多くは、浄土真宗の開祖、親鸞聖人や 蓮如上人、歴代上人や学匠の伝記や言行録、ジャータカなどの仏教説話、篤信の信者の言行録や往生の有様から採られている。また、歌舞伎や浄瑠璃、心学講話や講談や落語に、共通の話題があり、中国の歴史逸話などからも多く採用されている。
- 親鸞聖人御一代記
- 蓮如上人御一代記
- 石山軍記
- 本朝二十四孝
- 菅原伝授手習鑑
- 仮名手本忠臣蔵
- 三十三間堂棟由来
- 苅萱
- 関取千両幟